# Кошут, Лайош
Ла́йош Ко́шут (венг. Kossuth Lajos; 19 сентября 1802, Монок (ныне — в медье Боршод-Абауй-Земплен) — 20 марта 1894, Турин) — венгерский государственный деятель, революционер, журналист и юрист, премьер-министр и правитель-президент Венгрии в период Венгерской революции 1848—1849 годов.

## Происхождение
Лайош Кошут родился в обедневшей земанской семье, в небольшом городке Моноке (комитат Земплен; ныне — на территории медье Боршод-Абауй-Земплен) и был старшим из четырёх детей. Род Кошутов известен с XIII века, когда его представители получили имения в западной Словакии. Одно из имений Кошутов находилось в селе Кошуты — ныне это часть города Мартина. Очевидно, весь род Кошута по отцовской линии был славянского происхождения и относится к числу этнических словаков. Даже родной дядя Лайоша Кошута — Юрай Кошут — был ярым словацким националистом. Мать Кошута — Каролина Вебер — происходила из немецких лютеран, то есть также не была мадьяркой. Тем не менее, сам Кошут был пламенным патриотом Венгрии и, фактически, левым шовинистом. Он даже напрочь отрицал существование словацкой нации.

## Ранние годы
Лайош Кошут был воспитан в лютеранской вере. В наследство от родителей он получил лишь небольшой малодоходный клочок земли. В 1808 году семья Кошутов переселилась в Шаторальяуйхей, где на протяжении 1810—1816 годов мальчик посещал местную гимназию. В 1816—1819 годах он продолжил учёбу в евангелической (лютеранской) коллегии в Эперьеше. В 1824 году Кошут окончил курс обучения в реформатской (кальвинистской) коллегии в Шарошпатаке, вскоре поступил в университет Пешта и стал работать адвокатом в комитате Земплен. Его замечательное красноречие, умение быстро анализировать громадный фактический материал, способность играть на многих психологических аспектах, вместе с безусловной честностью и неподкупностью, с первого же года пребывания в Пеште (ныне Будапешт) обеспечили молодому юристу известность и солидную практику.

## Приход в политику

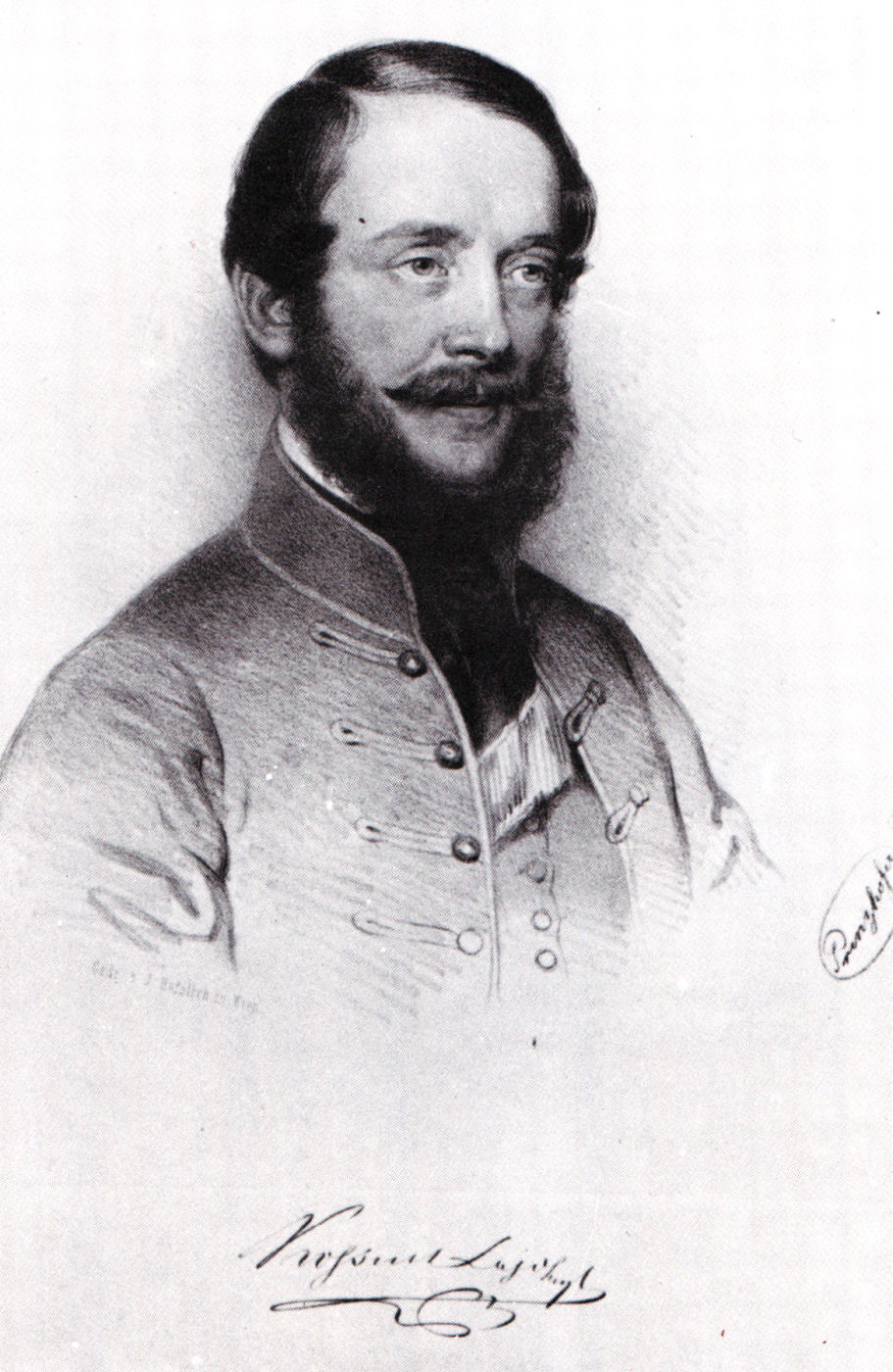
Лайош Кошут

Однако, сам Лайош Кошут видел своё будущее в политической деятельности. Попытки занять место в администрации не увенчались успехом, так как радикальные демократические и национал-патриотические убеждения Кошута были общеизвестны и не приветствовались австрийской администрацией. Тем не менее, Кошут всё же был назначен депутатом аристократического парламента Венгрии, собиравшегося в 1825—1827 и 1832—1836 годах в Прессбурге (ныне Братислава). Однако, он не смог полноценно участвовать в дебатах, так как право голоса предоставлялось только представителям высшего дворянства.
В 1830-х годах Кошут начал издавать газету, посвященную преимущественно работе парламента и комитатских собраний. В парламенте в это время началась борьба за национальный язык, возглавленная некоторыми либералами, например, графом Иштваном Сеченьи. Эта борьба предусматривала, в первую очередь, осторожные выступления против господствовавшей тогда в официальных организациях латыни (на протяжении веков именно по-латински общались между собой разноплеменные граждане Венгрии). Официальные отчёты обычно игнорировали речи, произносимые на венгерском языке; однако газета Кошута передавала их с редакционными комментариями. В результате, издание Кошута было запрещено; тогда Кошут превратил его в рукописный листок, рассылавшийся по комитатам, где делали многочисленные копии, расходившиеся по рукам. Пять лет продолжалась такая работа в Пресбурге, а затем и в Пеште. Наконец, в 1837 году правительство арестовало Кошута вместе с несколькими его товарищами. Через два года он предстал перед судом, приговорившим его к 4-летнему тюремному заключению «за государственную измену». Из тюрьмы Кошут был освобождён в 1840 году. Народ встретил его восторженно: 10 000 форинтов были собраны по подписке и поднесены ему в виде национального подарка.

## Журналистская деятельность

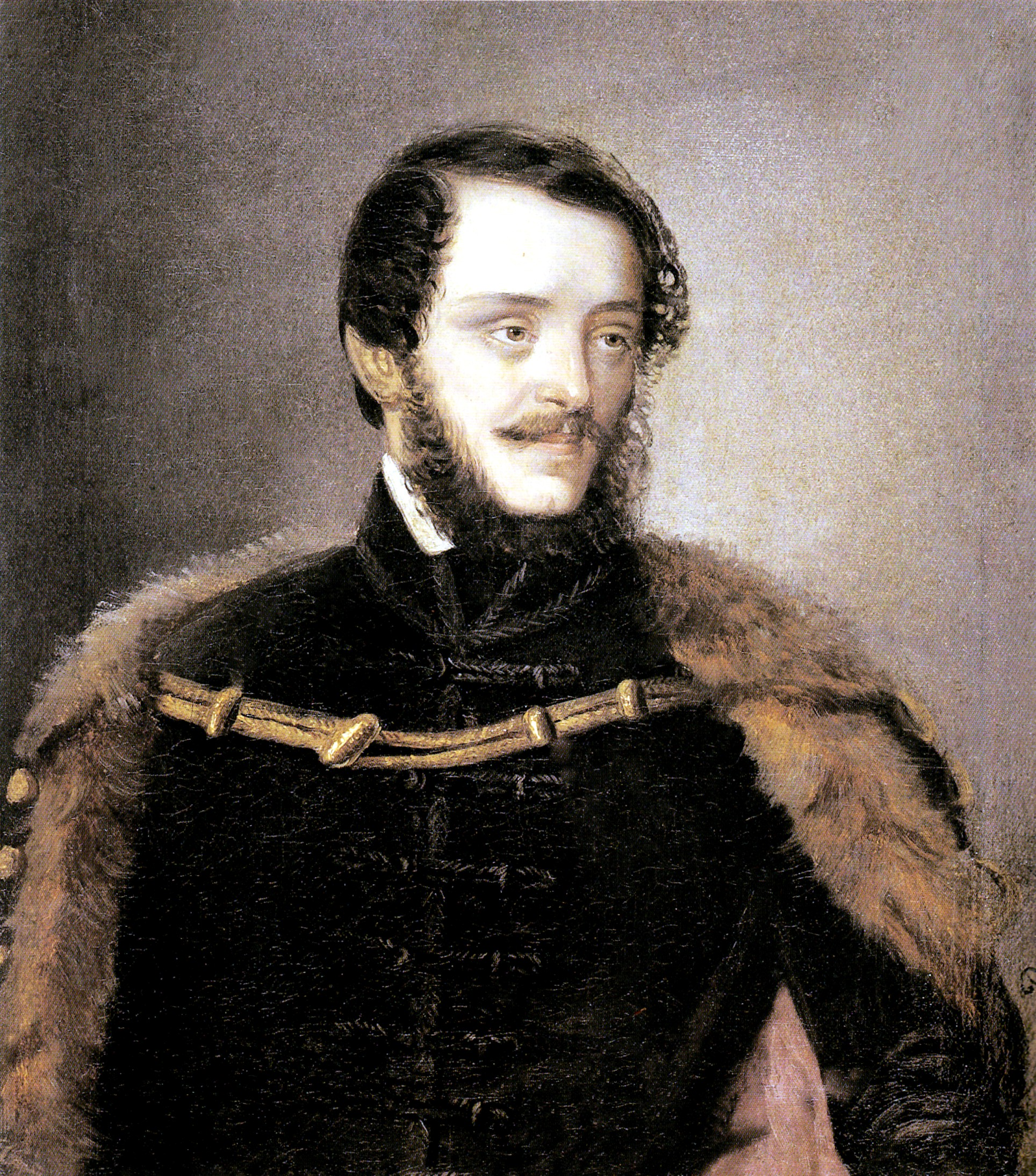
Лайош Кошут на портрете работы Миклоша Барабаша

После освобождения и восстановления здоровья, ухудшившегося в результате плохих условий содержания в заключении, в январе 1841 года Кошут был назначен главным редактором «Пештского листка» (Pesti Hírlap) — нового издания, сплотившего вокруг себя либеральных и радикальных демократов, требующих национального освобождения. Газета имела беспрецедентный успех — её тираж достиг 7000 экземпляров. Поражённое успехами Кошута, австрийское правительство организовало проправительственную венгерскую газету «Мир» (Világ), соперничавшую с газетой Кошута. Однако такие действия только усиливали интерес и поддержку нового лидера венгерского национально-освободительного движения. То, что именно Кошут возглавил революционное крыло венгерской политики, признал сам граф Сеченьи, утверждавший, что выступления Кошута неминуемо приведут к революции. Полемизируя с Кошутом, Сеченьи в 1841 г. написал блестящую по форме и содержанию статью «Народ Востока». Начиная хронологический отсчёт от азиатской прародины венгров (отсюда и название статьи), Иштван Сеченьи далее плавно перешёл к современному положению Венгерского королевства: 
В руках Лайоша Кошута еженедельная газета (…) — не что иное, как самое острое оружие, но она — и в этом-то вся беда — не очистит родину от накопившегося в её организме шлака, а убьёт её и т.о. приведёт венгров не к славе, а к гибели. (…) автор действует прямо по французскому образцу. Этот образец есть не что иное, как тот путь, по которому шли, начиная от Мирабо, Демулен, Дантон, Сен-Жюст, Марат, Робеспьер, вплоть до героев современной французской пропаганды: Ламенне, Пэра, Анфантэна и др., которые сами по себе в большинстве хорошие люди, а многие неподкупно-честны и исповедуют граничащую с цинизмом простоту, но, заблудившись на ложных путях, подсказанных сердцем и чувствами, где не властвует уже здравый смысл (а это лучшая отправная точка!), (…) они в конце концов впали в такое слепое безумие, что, следуя своим вздорным мечтам о благе человечества, о благе своих ближних, залили людской кровью алтарь отечества…
В 1844 году правительство косвенными путями (через спор по поводу выплаты заработной платы) вынудило «Пештский листок» уволить Кошута, который не мог организовать собственное издание. Преемником Кошута на редакторском посту стал известный историк Ласло Салай (с ним у Кошута были неприязненные отношения).
Австрийский канцлер Меттерних лично общался с Кошутом и предложил ему поступить на государственную службу. Однако Кошут отказался от такого предложения и последующие три года оставался без работы.

## Политические убеждения Кошута
Независимая Венгрия, но непременно с демократическим государственным устройством, суд присяжных, свобода слова, совести и печати, ликвидация феодальных пережитков (освобождение крестьян, отмена барщины и натуральных повинностей в любой их форме, единое налогообложение вне зависимости от сословия), замена представительства привилегированных сословий избираемым на демократических началах общенародным представительством — таковой была политическая программа Кошута, ориентировавшаяся на передовые радикальные демократические идеи Европы. Кроме того, Кошут перехватил у Салая и его группы идею административной централизации.
Деятельность Кошута встречала глухой протест у потомков древних магнатов. Ещё сильнее было противодействие со стороны населявших Венгрию славян (в первую очередь, хорватов и словаков), которым борьба за тотальное утверждение венгерского языка (окончившаяся в 1843 году рядом уступок со стороны правительства) грозила постепенной мадьяризацией. Хотя ограничение в правах какой-либо национальности как будто не входило в планы демократа Кошута — однако, в то же время, он ни в выступлениях, ни в изданиях своих, ни своими конкретными действиями не подчеркнул достаточно ясно и чётко идею свободного союза австрийских народов. Поэтому, придя к власти, он своими действиями спровоцировал национальную вражду.

## Венгерская революция

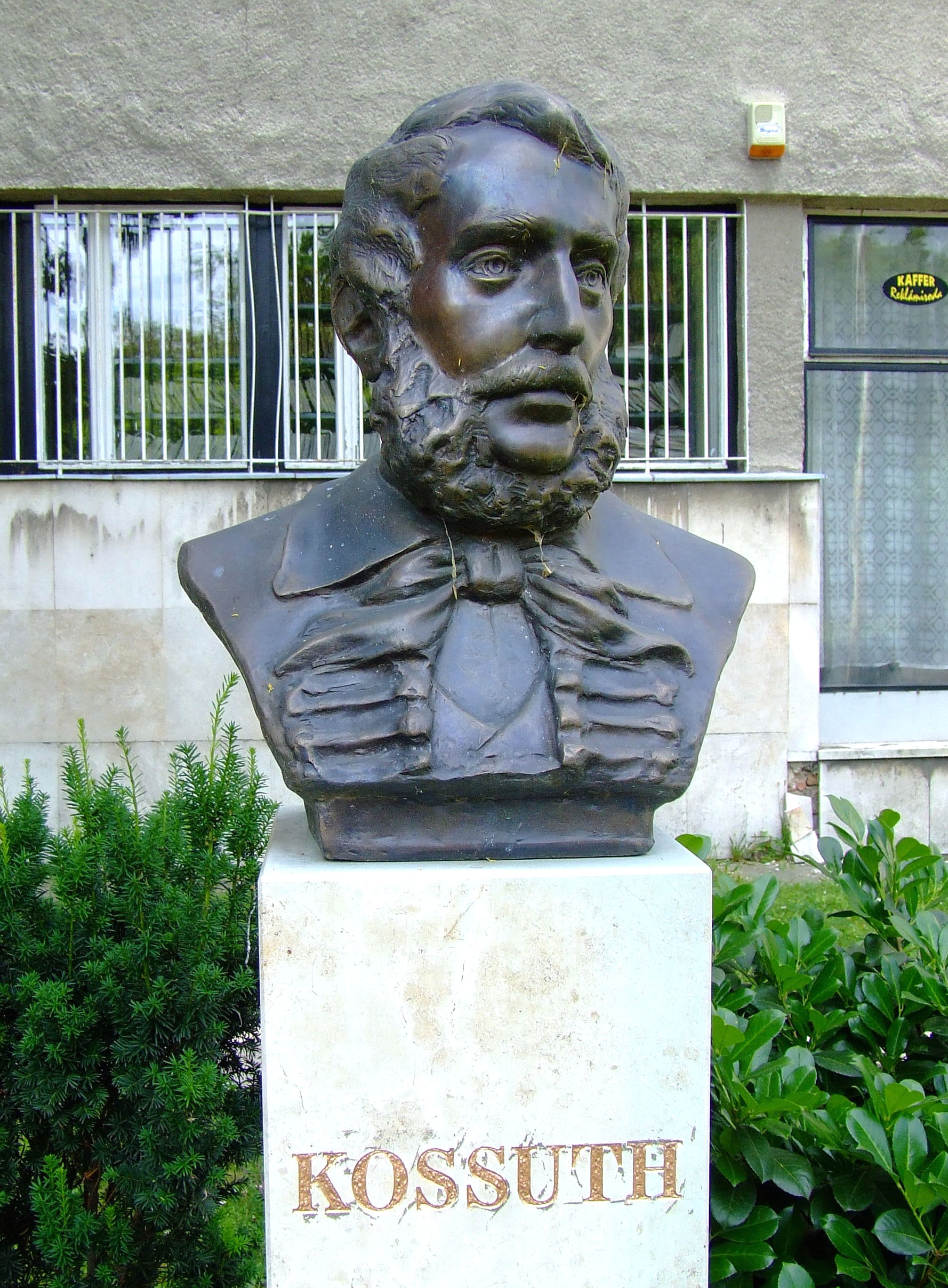
Бюст
в Музее Ш. Петёфи

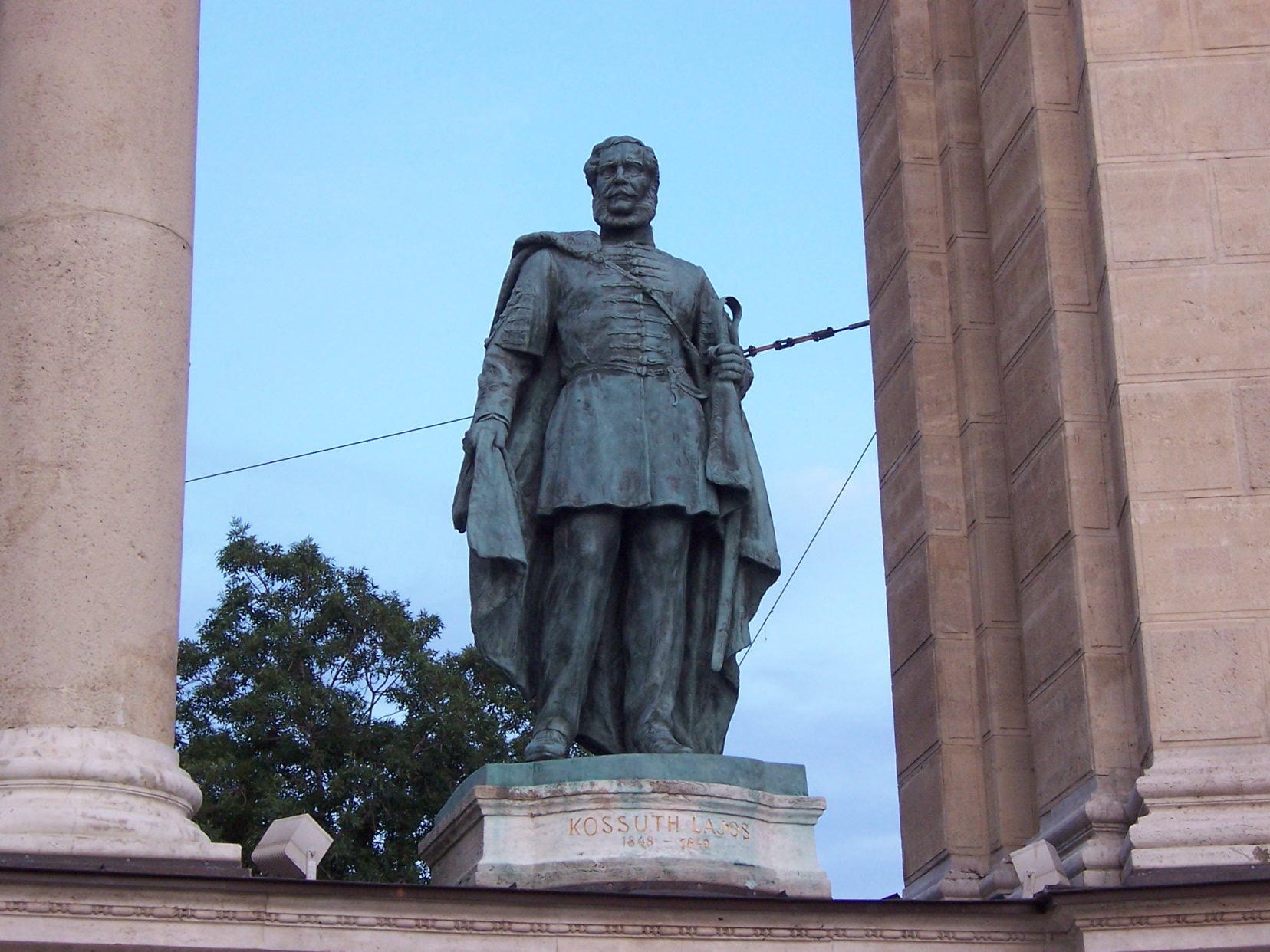
Статуя Лайоша Кошута. Мемориал на площади Героев в Будапеште

Под влиянием революционных событий в Париже Лайош Кошут 3 марта 1848 года призвал к революционным переменам в Австрийской империи, апеллируя к семнадцатилетнему эрцгерцогу Францу Иосифу. 15 марта 1848 года венгерский парламент отправил императору адрес с требованием учреждения ответственного министерства для Венгрии, свободы прессы, суда присяжных, равноправности вероисповеданий и национальной системы обучения. Депутация, во главе которой стоял сам инициатор предложения, Кошут, прибыла в Вену в весьма удобный момент, и Венгрии было «даровано» самоуправление, позволившее создать правительство. Во главе его официально стоял либеральный граф Лайош Баттяни, но истинным вдохновителем был именно Кошут, получивший должность министра финансов. Венгерская революция началась. Дух свободы и преобразований активно пропагандировался в новой газете, издаваемой Кошутом, — «Kossuth Hirlapja» («Газета Кошута» или «Кошутовский листок»), редактором которой был Йожеф Байза.
И Венгрия, и Хорватия возрождались к свободной жизни — однако взаимоотношения двух наций оставляли желать лучшего. Венгерские революционеры не понимали или «не желали понять» хорватских национальных чаяний. 31 марта 1848 года венгерский поэт сербо-словацкого происхождения Шандор Петёфи выступил с демагогическим призывом к «любимым братьям-хорватам» совместно выступить против «деспотической бюрократии Австрии» — но при этом агитировал хорватский народ «забыть различия в языке». Как писал впоследствии бан Елачич, именно «ограничения в языковом вопросе, узаконенные Венгерским парламентом, были одной из главных причин сопротивления хорватского народа мадьярам» («ograničenja u jezičnom pogledu koja je htio Madžarski sabor Hrvatima nametnuti, bili su jedan od glavnih uzroka otpora hrvatskog naroda protiv Mađara»).

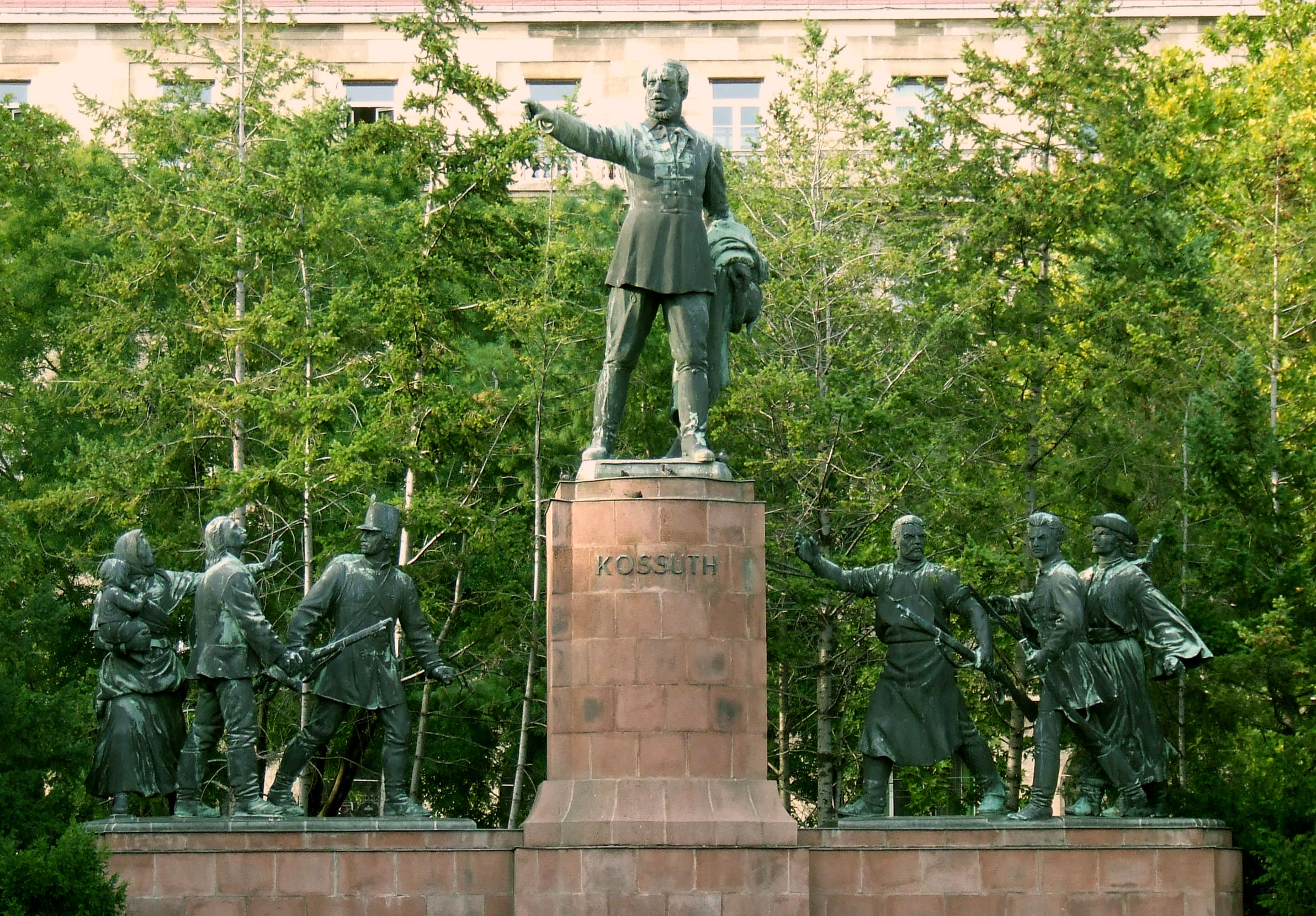
Памятник Лайошу Кошуту работы Ж. К. Штробля на одноимённой площади в Будапеште

2 октября 1848 года Баттяни вышел в отставку. Сформировался новый однородный кабинет, во главе которого встал сам Кошут — но император не утвердил этого кабинета. Вступив в министерство, Кошут застал администрацию в хаотическом состоянии. Началась пылкая реформаторская деятельность, коснувшаяся всех сторон государственной жизни Венгрии. Главная заслуга этого министерства и, следовательно, Кошута — окончательная отмена крепостного права. В ответ же на разумные требования хорватов (и других славянских подданных Венгерской короны) Кошут высокомерно заявил: «Да не увидим Хорватию на лице Земли!»
Предчувствуя борьбу, которая неизбежно должна была разгореться с хорватами и австрийским правительством, Кошут потребовал и получил от парламента кредит в 42 млн гульденов на военные цели и организацию милиции в 200 тыс. человек.
Император объявил роспуск венгерского парламента, который отвечал назначением Кошута президентом комитета национальной обороны. На Венгрию двинулись австрийские войска князя Виндишгреца и хорватское ополчение под начальством бана Елачича. Однако Кошут действовал молниеносно, создав в кратчайшие сроки боеспособную и мощную венгерскую армию, главнокомандующим которой назначил Гёргея. 14 апреля 1849 года Кошут провозгласил независимость Венгрии, низложение династии Габсбургов, республику, а себя — её диктатором (президентом-регентом, или правителем-президентом). Деятельность Кошута была поразительна: он заведовал финансами, сам командовал отрядом войска, вёл переговоры с Англией и Францией, протестуя против вмешательства России, говорил речи и писал прокламации к народу. Но продолжительная война истощила страну, а Гёргей, завидовавший Кошуту, стал явно противодействовать ему. Кошут, считая свои несогласия с Гёргеем одной из причин неудач, добровольно сложил с себя власть и передал её честолюбивому генералу.

## Эмиграция
13 августа 1849 года Гёргей с основной частью венгерской армии капитулировал в Вилагоше перед русскими войсками князя Паскевича. Кошут с отрядом в 5-6 тысяч человек эмигрировал в Турцию: сначала в приграничный болгарский Видин, затем в Шумен. Некоторое время он жил на берегу Мраморного моря, но потом был переселён вглубь Малой Азии — в Кютахью. Семейство Кошут вскоре воссоединилось с ним.

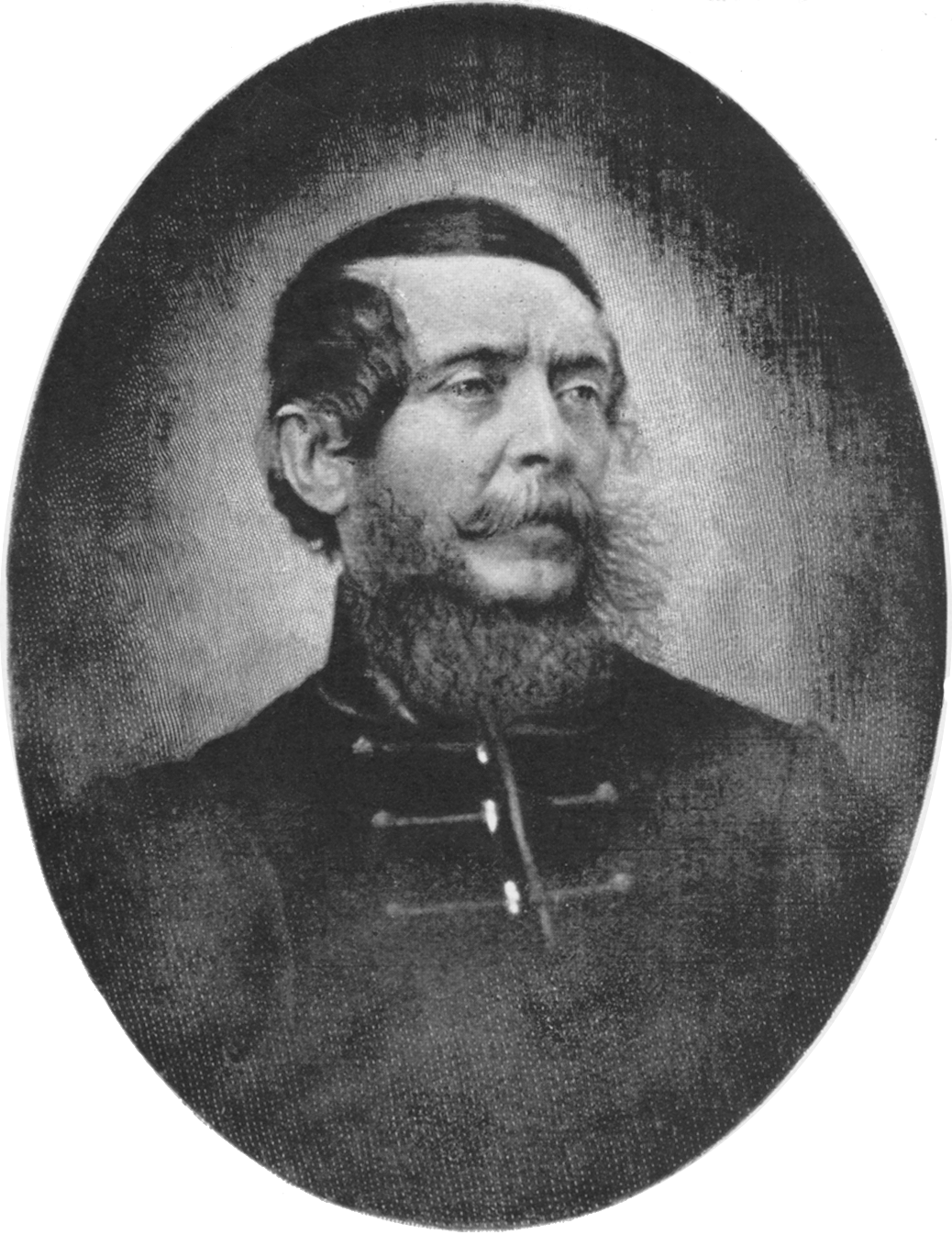
Лайош Кошут в 1851 году

Австрийское и русское правительства требовали его выдачи, но султан ответил, что религиозный долг запрещает выдавать гостя. Через некоторое время Кошут покинул Турцию (получив финансовую помощь из США), как раз тогда, когда австрийские власти заочно приговорили его к смертной казни через повешение. В сентябре 1851 года он направился во Францию, но правительство Наполеона III отказалось принять известного революционера. Через Гибралтар он прибыл в Англию. Там ему была устроена торжественная встреча. Живя в Англии, он часто посещал США; везде он обращался к правительствам и к общественному мнению, прося о помощи своей родине. Скоро Кошут переселился в Турин, где и прожил изгнанником, с небольшими перерывами, около 40 лет. В 1859 году он сформировал венгерский легион и сражался вместе с Джузеппе Гарибальди. Он писал статьи (жил он в это время литературным трудом), речи, пытаясь действовать в пользу Венгрии.
Во время одного из визитов в США Кошута торжественно встречал Линкольн. Линкольн назвал Кошута «достойнейшим и истинным представителем дела гражданской и религиозной свободы в Континентальной Европе».
В 1867 году Кошут протестовал против «соглашения» Австрии с Венгрией и тогда же отказался воспользоваться амнистией, пока Венгрия будет под игом Австрии. Император Франц-Иосиф желал заставить его принять амнистию и вернуться на родину, где он стал бы, вероятно, менее опасен, чем в изгнании; но Кошут не пожелал отречься от своих идеалов. В 1876 году, во время возбуждения Восточного вопроса, когда Россия поддержала балканских славян в их борьбе за свободу, — Кошут написал ряд резких статей против внешней политики России.

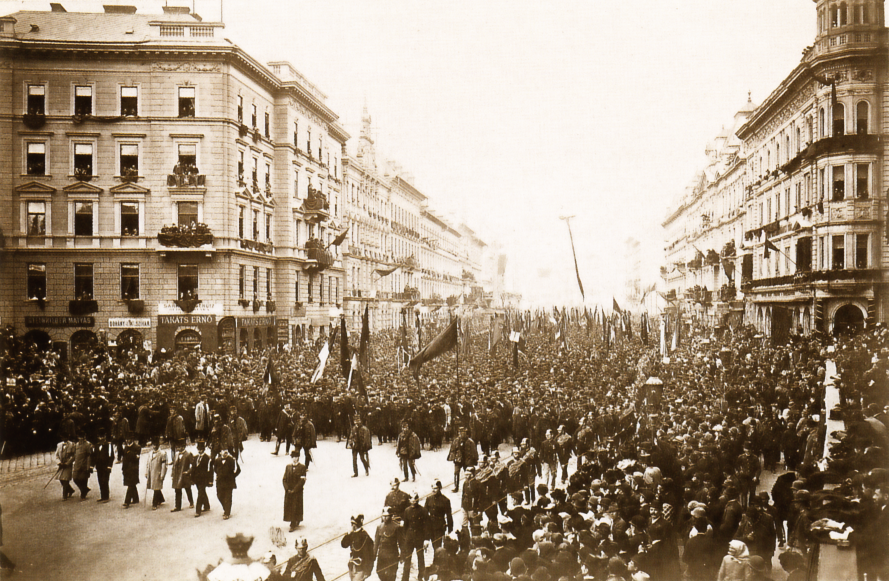
Похороны Лайоша Кошута 1 апреля 1894 года

В 1879 году правительство, желая подействовать на Кошута, провело закон, по которому эмигрант терял права венгерского гражданина, если в течение 10 лет не пользовался ими. Радикальная оппозиция протестовала против закона, созданного исключительно ради угрозы Кошуту, но закон был всё-таки принят. За этот период Кошут неоднократно избирался депутатом от разных округов Венгрии, но ни разу он не пожелал воспользоваться избранием… В 1892 году по всей Венгрии происходило торжественное празднование 90-й годовщины рождения Кошута. Город Пешт подавляющим большинством голосов дал ему почётное гражданство, послал ему адрес и назвал его именем одну из своих улиц. Примеру Пешта последовали многие другие города Венгрии. Повсюду происходили народные собрания, на которых произносились речи в честь Кошута. Множество депутаций из разных мест страны отправились к нему в Турин.
Лайош Кошут умер 20 марта 1894 года. Венгерский парламент постановил устроить ему торжественные похороны; император Франц-Иосиф не решился отказать своему непримиримому врагу в последнем земном пристанище, и тело великого политика было перевезено в Венгрию, чтобы быть преданным родной земле. Кошут похоронен на будапештском кладбище Керепеши.

## Память, отражение в культуре и искусстве

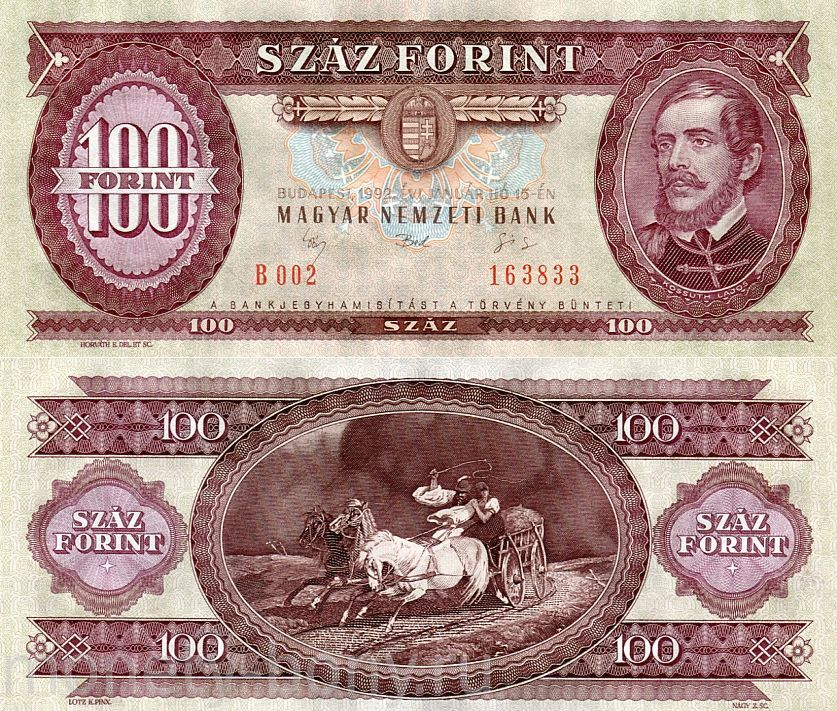
100 форинтов образца 1984 года. Венгрия

- Лайош Кошут является одним из национальных героев Венгрии.
- Близко знакомый с Кошутом Майн Рид посвятил этому революционеру немало страниц романа «Жена-девочка», в котором Л. Кошут стал одним из действующих лиц произведения.
- Нелегальная радиостанция венгерского движения Сопротивления, начавшая вещание в 1941 году, была названа «Лайош Кошут».
- Профиль Кошута в течение многих лет был на венгерских монетах достоинством 5 форинтов.
- Одна из современных радиостанций Венгрии имеет название Kossuth Rádió.
- Лайош Кошут изображён на венгерских 100 форинтах 1984 года.
- Именем Лайоша Кошута названа одна из улиц болгарского города Варна[13].